# Dolga Poljana
Dolga Poljana (in italiano tra le due guerre Campolongo di Vipacco, nel XIX secolo in tedesco Langenfeld) è un paese della Slovenia, insediamento (naselje) del comune di Aidussina.
La località, che si trova a 155,8 metri s.l.m. ed a 27,1 kilometri dal confine italiano, è situata sulle prime alture della sponda destra del fiume Vipacco a 4,2 km dal capoluogo comunale. È capoluogo di una delle 28 comunità locali in cui si suddivide il comune.

## Geografia fisica

### Corsi d'acqua
fiume Vipacco (Vipava); Puščavec; Podovšček; Šumljak.

## Storia
Durante il dominio asburgico la località fu frazione del comune di Budaine (Budanje), all'interno del Ducato di Carniola (che a sua volta fece parte fino al 1849 del Regno d'Illiria). Era nota col toponimo tedesco di Langenfeld e con quelli sloveni di Dolge Poljane o Dolga Poljana.
Nel 1920, in seguito alla prima guerra mondiale e al Trattato di Rapallo, l'intera regione venne annessa dal Regno d'Italia. Il nome del paese venne italianizzato dapprima in Campolongo e poi nel 1923 in Campolongo del Vipacco. Il paese continuò a far parte del comune di Budanje (anch'essa rinominata Budagne), che venne inquadrato nella provincia del Friuli. Nel 1927 passò alla ricostituita Provincia di Gorizia, mentre l'anno successivo il comune di Budagne venne soppresso e il suo territorio fu aggregato a quello di Vipacco.
Nel 1947, in seguito alla seconda guerra mondiale e ai Trattati di Parigi, l'intera area passò alla Jugoslavia. Dal 1991 fa parte della Slovenia.

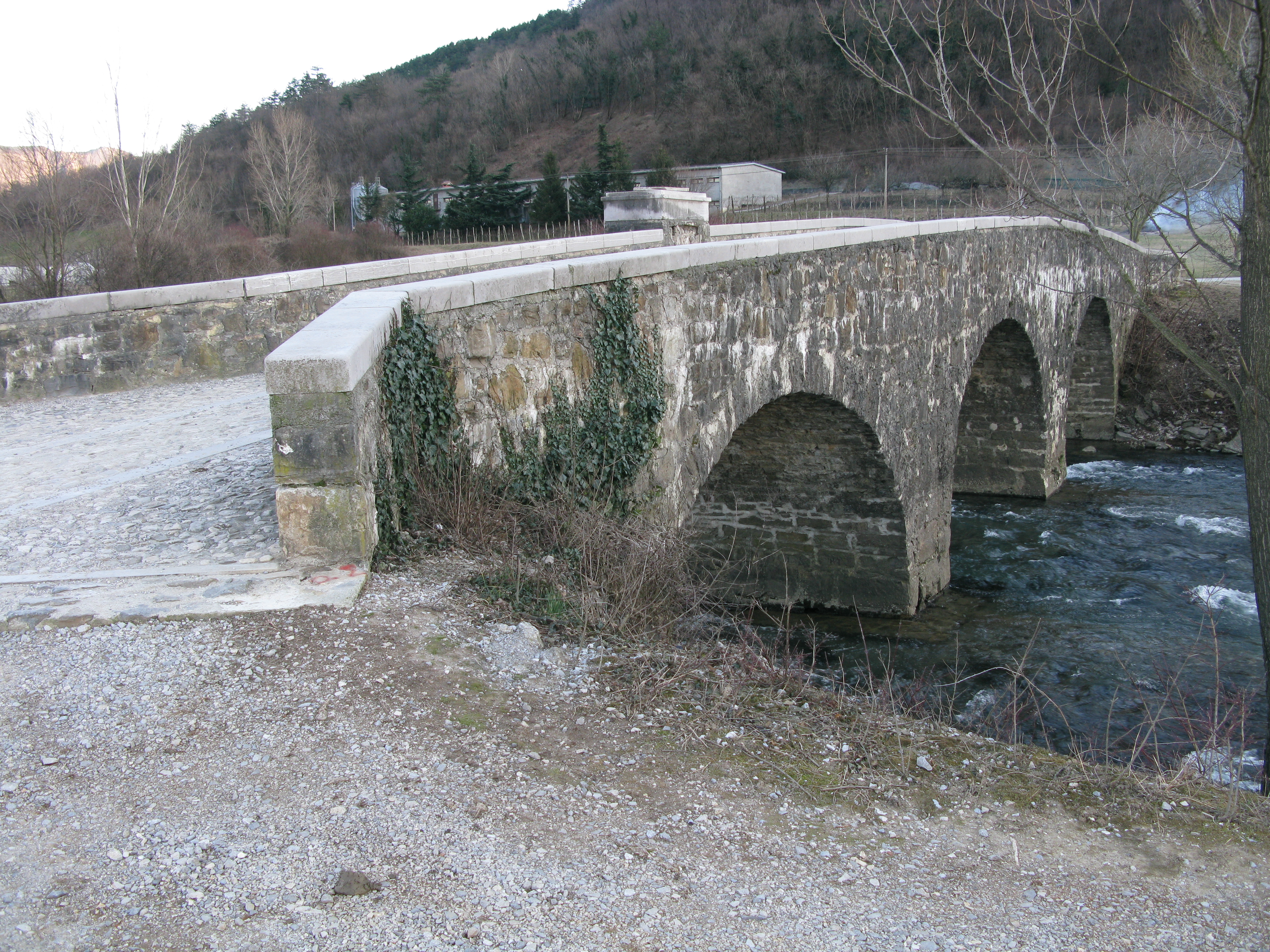
Ponte in pietra sul Vipacco

## Monumenti e luoghi di interesse
Gli insediamenti di Dolga Poljana e di Dolegna sono collegati da un ponte di pietra a tre arcate sul fiume Vipacco risalente al XIX secolo. Il ponte è sostenuto da contrafforti rafforzati da pennelli idraulici. Sui due lati vi sono due spallette in pietra. In una di esse si trovava una nicchia con un'immagine votiva.